# Michel Ciaravino
Michel Ciaravino est un footballeur français né le 5 août 1954 à Marseille. Il a été attaquant aux FC Girondins de Bordeaux et à l'AS Nancy-Lorraine.
Son fils, Romain, est footballeur professionnel dans les années 2000.

## Statistiques
| Saison                | Club                  | Championnat           | Championnat | Championnat | Coupe(s) nationale(s) | Coupe(s) nationale(s) | Total | Total |
| Saison                | Club                  | Division              | M.          | B.          | M.                    | B.                    | M.    | B.    |
| 1973-1974             | Girondins de Bordeaux | Division 1            | 3           | 0           | 1                     | 0                     | 4     | 0     |
| 1974-1975             | Girondins de Bordeaux | Division 1            | 2           | 0           | 1                     | 0                     | 3     | 0     |
| Sous-total            | Sous-total            | Sous-total            | 5           | 0           | 2                     | 0                     | 7     | 0     |
| 1975-1976             | FC Martigues          | Division 2            | 31          | 3           | 1                     | 0                     | 32    | 3     |
| Sous-total            | Sous-total            | Sous-total            | 31          | 3           | 1                     | 0                     | 32    | 3     |
| 1976-1977             | US Boulogne           | Division 2            | 32          | 3           | 1                     | 0                     | 33    | 3     |
| Sous-total            | Sous-total            | Sous-total            | 32          | 3           | 1                     | 0                     | 33    | 3     |
| 1977-1978             | AS Nancy-Lorraine     | Division 1            | 10          | 1           | 2                     | 0                     | 12    | 1     |
| Sous-total            | Sous-total            | Sous-total            | 31          | 3           | 1                     | 0                     | 32    | 3     |
| 1978-1979             | US Dunkerque          | Division 2            | 20          | 0           | -                     | -                     | 20    | 0     |
| Sous-total            | Sous-total            | Sous-total            | 20          | 0           | -                     | -                     | 20    | 0     |
| 1979-1980             | Olympique avignonnais | Division 2            | 31          | 5           | 7                     | 0                     | 38    | 5     |
| 1980-1981             | Olympique avignonnais | Division 2            | 13          | 1           | -                     | -                     | 13    | 1     |
| Sous-total            | Sous-total            | Sous-total            | 44          | 6           | 7                     | 0                     | 51    | 6     |
| 1981-1982             | US Orléans            | Division 2            | 31          | 3           | 1                     | 0                     | 32    | 3     |
| 1982-1983             | US Orléans            | Division 2            | 20          | 0           | 1                     | 0                     | 21    | 0     |
| 1983-1984             | US Orléans            | Division 2            | 17          | 1           | 1                     | 0                     | 18    | 1     |
| Sous-total            | Sous-total            | Sous-total            | 68          | 4           | 3                     | 0                     | 71    | 4     |
| Total sur la carrière | Total sur la carrière | Total sur la carrière | 210         | 17          | 16                    | 0                     | 226   | 17    |